# Кинселла, Марк
Марк Ки́нселла (англ. Mark Kinsella; родился 12 августа 1972 года, в Дублине) — ирландский футболист, полузащитник. В настоящий момент занимает должность тренера клуба «Дроэда Юнайтед». Участник чемпионата мира 2002 года.

## Клубная карьера
Профессиональную карьеру Кинселла начал в клубе «Колчестер Юнайтед», в основной команде которого он дебютировал в 1989 году. В 1996 году он за £150 тыс. перешёл в «Чарльтон Атлетик», где и провёл лучшие годы своей карьеры, в «Чарльтоне» он стал лидером и капитаном команды и вышел вместе с ним в Премьер-лигу.  
В 2002 за 1 миллион фунтов стерлингов перешёл в Астон Виллу. Дебютировал 24 августа в матче против Тоттенхэма. В первом сезоне принял участие в 24 встречах.
В 2004 перешёл в Вест Бромвич Альбион, подписав контракт до конца сезона. За "дроздов" сыграл 18 матчей и забил один гол (в ворота Ковентри Сити 6 марта).
После «Чарльтона» Кинселла играл ещё в нескольких клубах, но нигде не вышел на своей прежний уровень.

## Карьера в сборной
В составе национальной сборной Кинселла всего провёл 48 матчей, в которых забил 3 гола. Принимал участие в чемпионате мира 2002 года.

## Тренерская карьера
После окончания карьеры футболиста Кинселла провёл один в матч в качестве и. о. главного тренера «Уолсолла». В дальнейшем работал тренером резервной команды «Чарльтон Атлетик», тренировал клуб одной из низших лиг «Дэйвентри Таун», с 2012 по 2014 годы работал помощником тренера в «Колчестер Юнайтед». С 2015 года тренер первой команды ирландского клуба «Дроэда Юнайтед».

## Достижения
Колчестер Юнайтед
- Чемпион Футбольной Конференции Англии: 1991/92
- Обладатель Трофея Футбольной ассоциации: 1991/92

Чарльтон Атлетик
- Чемпион Первого дивизиона Футбольной лиги Англии: 1999/00

Индивидуальные
- В команде года Третьего дивизиона Футбольной лиги Англии: 1995/96
- В команде года Первого дивизиона Футбольной лиги Англии: 1999/00
- Игрок года «Колчестер Юнайтед»: 1993/94, 1995/96
- Игрок года «Чарльтон Атлетик»: 1997/98, 1998/99